# Мезорака
Мезорака (італ. Mesoraca, сиц. Misuraca) — муніципалітет в Італії, у регіоні Калабрія,  провінція Кротоне.
Мезорака розташована на відстані близько 480 км на південний схід від Рима, 26 км на північний схід від Катандзаро, 29 км на захід від Кротоне.
Населення — 6574 особи (2014).

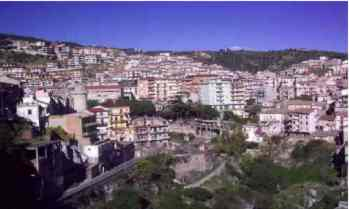

Щорічний фестиваль відбувається 6 грудня. Покровитель — святий Миколай.

## Демографія
Населення за роками:

Станом на 1 січня 2023 року в муніципалітеті офіційно проживали 232 іноземці з 14 країн, серед них 156 громадян країн Євросоюзу та 4 громадяни України.

## Сусідні муніципалітети
- Белькастро
- Кутро
- Марчедуза
- Петілія-Полікастро
- Петрона
- Роккабернарда
- Таверна
- Цагаризе